# Valnemulin
Valnemulin ist ein antibiotisch wirksamer Arzneistoff aus der Gruppe der Pleuromutiline. Es ist in der EU für die Tiermedizin als Econor zugelassen zur Behandlung bestimmter Infektionskrankheiten bei Schweinen (Schweinedysenterie, porcine proliferative Enteritis und enzootische Pneumonie) und Kaninchen.

## Eigenschaften
Valnemulin ist eine halbsynthetisch hergestellte Substanz. Arzneilich wird das Valnemulinhydrochlorid eingesetzt, das mit der Fütterung verabreicht wird. 
Valnemulin ist ein Antibiotikum aus der Gruppe der Pleuromutiline. Diese aus Pilzen (Clitopilus passeckerianus, „Katzenohrräsling“) stammende Gruppe von Naturstoffen wurde bereits in den 1950er Jahren entdeckt. Von der Leitsubstanz Pleuromutilin leiten sich außer Valnemulin auch das ebenfalls in der Tiermedizin verwendete Tiamulin ab sowie die in der Humanmedizin verwendeten Arzneistoffe Lefamulin und Retapamulin. 
Die Wirkung beruht auf einer Hemmung der bakteriellen Proteinsynthese, indem Valnemulin an das bakterielle Ribosom bindet. 

## Wirkspektrum
Valnemulin ist gegen verschiedene Bakterien wirksam, einschließlich Erregern von Darm- und Atemwegserkrankungen bei Schweinen. Gut wirksam ist es insbesondere gegen Mykoplasmen und Spirochaeten wie etwa Brachyspira hyodysenteriae und Brachyspira Pilosicoli.  Valnemulin ist schwach wirksam gegen Enterobakterien wie Salmonellen und Escherichia coli. Ferner wirkt es gegen Lawsonia intracellularis.
Bei Kaninchen vermag Valnemulin die Mortalität bei einem Ausbruch der epizootischen Kaninchen-Enteropathie (ERE) zu reduzieren.

## Handelsnamen
Econor (EU)